# Locharna flavopica
Locharna flavopica är en fjärilsart som beskrevs av Chao 1985. Locharna flavopica ingår i släktet Locharna och familjen tofsspinnare. Inga underarter finns listade i Catalogue of Life.